# Świętoszów
Świętoszów [śfjen'toszuw] (Deutsch Neuhammer am Queis) ist ein Schulzenamt der Landgemeinde Osiecznica im Powiat Bolesławiecki der Woiwodschaft Niederschlesien im Südwesten Polens. Bis 1945 gehörte der Ort zum deutschen Landkreis Sprottau.

## Geschichte

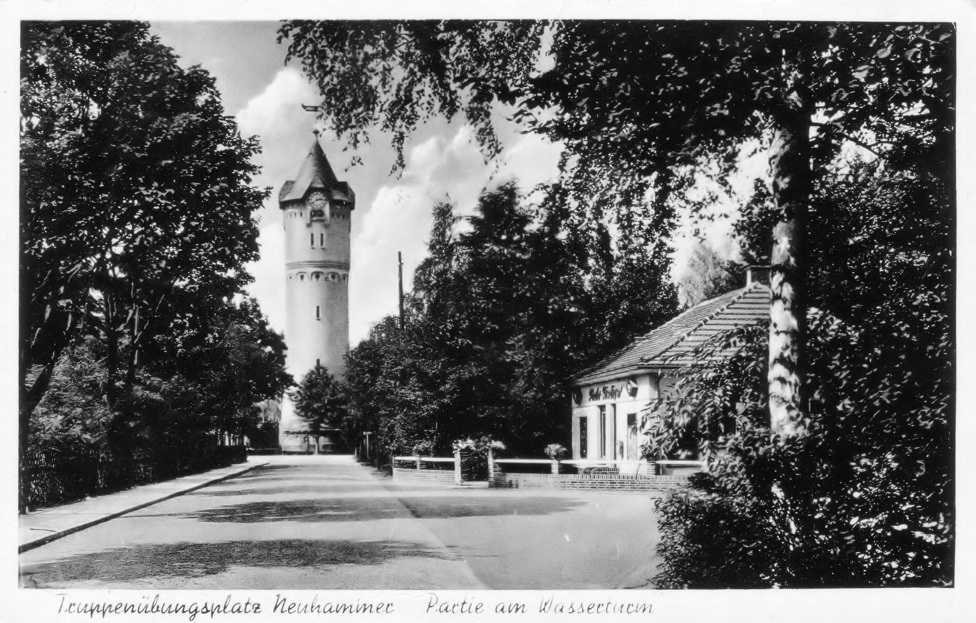
Truppenübungsplatz, Partie am Wasserturm Mitte der 1930er Jahre

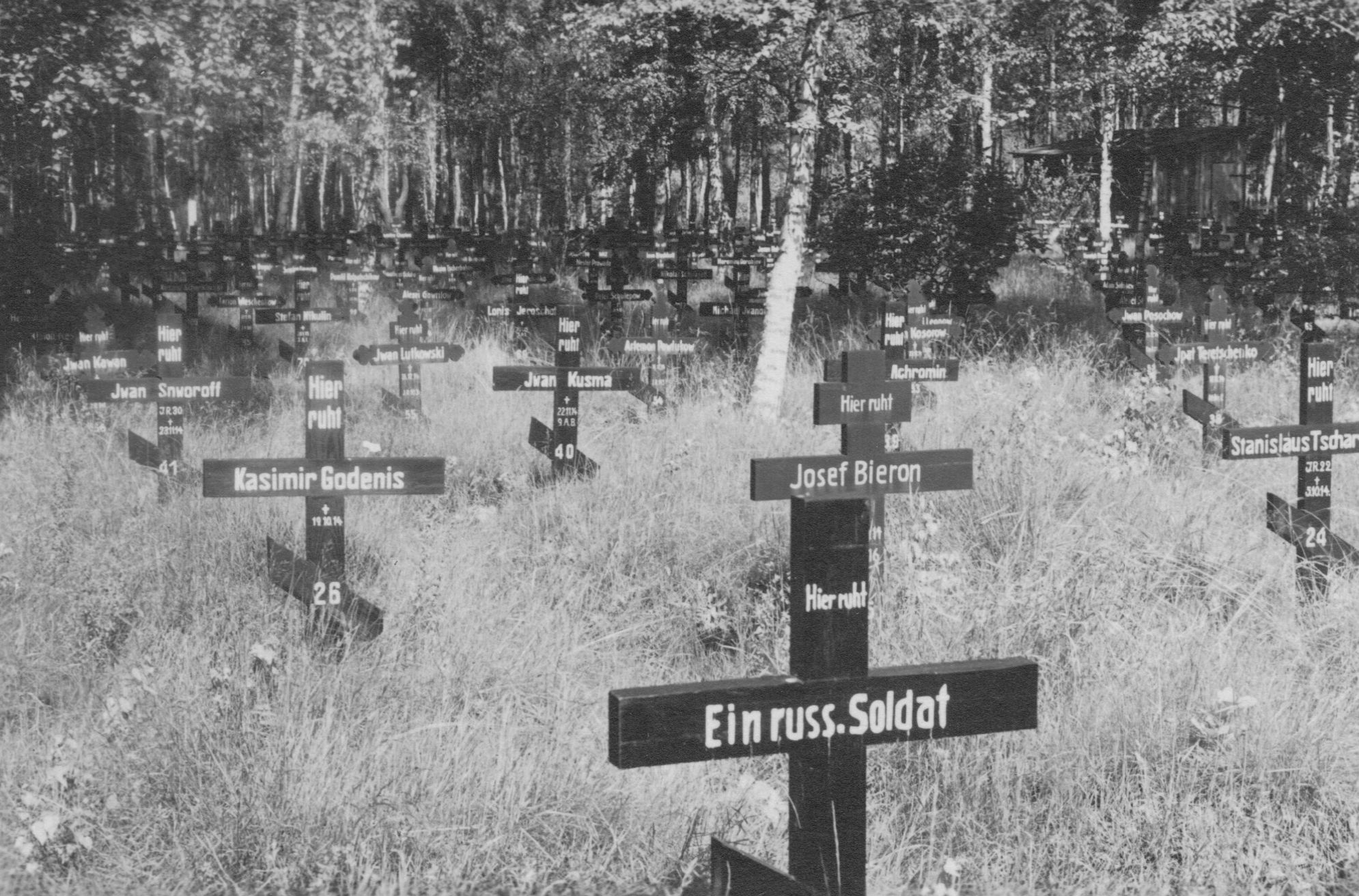
Friedhof für russische Kriegsgefangene des Ersten Weltkriegs

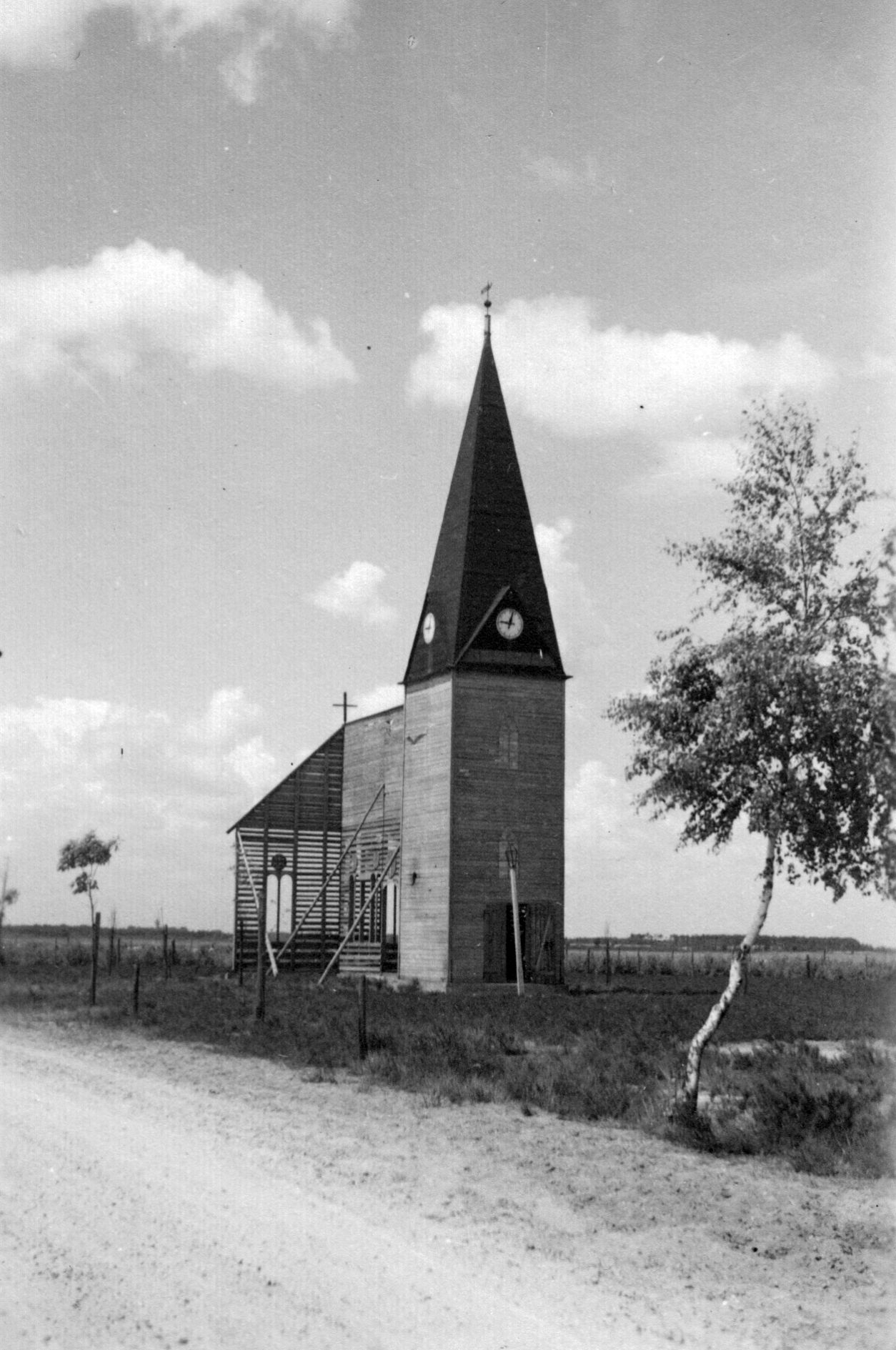
Attrappe einer Kirche auf dem Truppenübungsplatz, 1930er Jahre

Im späten 19. Jahrhundert wurde nahe der Ortschaft der Truppenübungsplatz Neuhammer für die Preußische Armee aufgebaut. Im Ersten Weltkrieg diente die Anlage auch als Kriegsgefangenenlager für russische Soldaten.
Im Zweiten Weltkrieg wurde das Lager Stalag VIII-E auf dem Truppenübungsplatz errichtet. Es war zunächst mit polnischen und französischen Soldaten, später dann wieder mit russischen Gefangenen belegt. Im Lager starben mindestens 50.000 Soldaten an Hunger und Krankheit, 200 weitere wurden bei der Einnahme des Lagers durch den NKWD erschossen. 
Bis 1990 war der Übungsplatz Garnison der Sowjetarmee, heute gehört er der Polnischen Armee.
Nach der erfolgten Zusage des deutschen Bundeskanzlers Olaf Scholz im Januar 2023, Kampfpanzer vom Typ Leopard 2 im Ukraine-Konflikt einsetzen zu dürfen, werden hier – am einzigen Panzerausbildungszentrum Polens – ukrainische Soldaten an den Geräten trainiert.

### Deutsche Garnison bis 1945
Folgende Einheiten waren im Zweiten Weltkrieg in Neuhammer stationiert:

#### Fronttruppenteile
- II./Infanterie-Regiment 49
- IV./Artillerie-Regiment 18
- III./Artillerie-Regiment 28
- II./Artillerie-Regiment 44
- II./Artillerie-Regiment 76
- Panzer-Abwehr-Abteilung 8
- Infanterie-Division Neuhammer
- Bataillon Neuhammer.
- Schatten-Division Neuhammer
- Panzer-Grenadier-Bataillon Neuhammer
- Marsch-Bataillon z. b. V. 1 Neuhammer
- Spähwagen-Bataillon Neuhammer
- Landesschützen-Bataillon 584, 574, 567
- I./Flak-Regiment 43

#### Ersatztruppenteile
- Sanitäts-Staffel
- Bau-Ersatz-u. Ausbildungs-Bataillon 28
- Bau-Pionier-Ersatz-u. Ausbildungs-Bataillon 28
- SS-Grenadier-Ausbildungs-u. Ersatz-Regiment 20

### Sowjetische Garnison
- 20. Panzer-Zvenigorod-Rotbanner-Division

### Polnische Garnison nach 1992
- 10. gepanzerte Kavalleriebrigade

## Wirtschaft und Infrastruktur

### Verkehr
In der Zeit 1904–1991 hatte der Ort einen Bahnhof an der Strecke von Sagan nach Hirschberg (Riesengebirge).

## Sehenswürdigkeiten
In der Ortschaft selbst gibt es aus deutscher Zeit noch den Bahnhof, das Hotel Kaiser-Hof von 1915 sowie den Wasserturm und die Kommandantenvilla der Garnison.

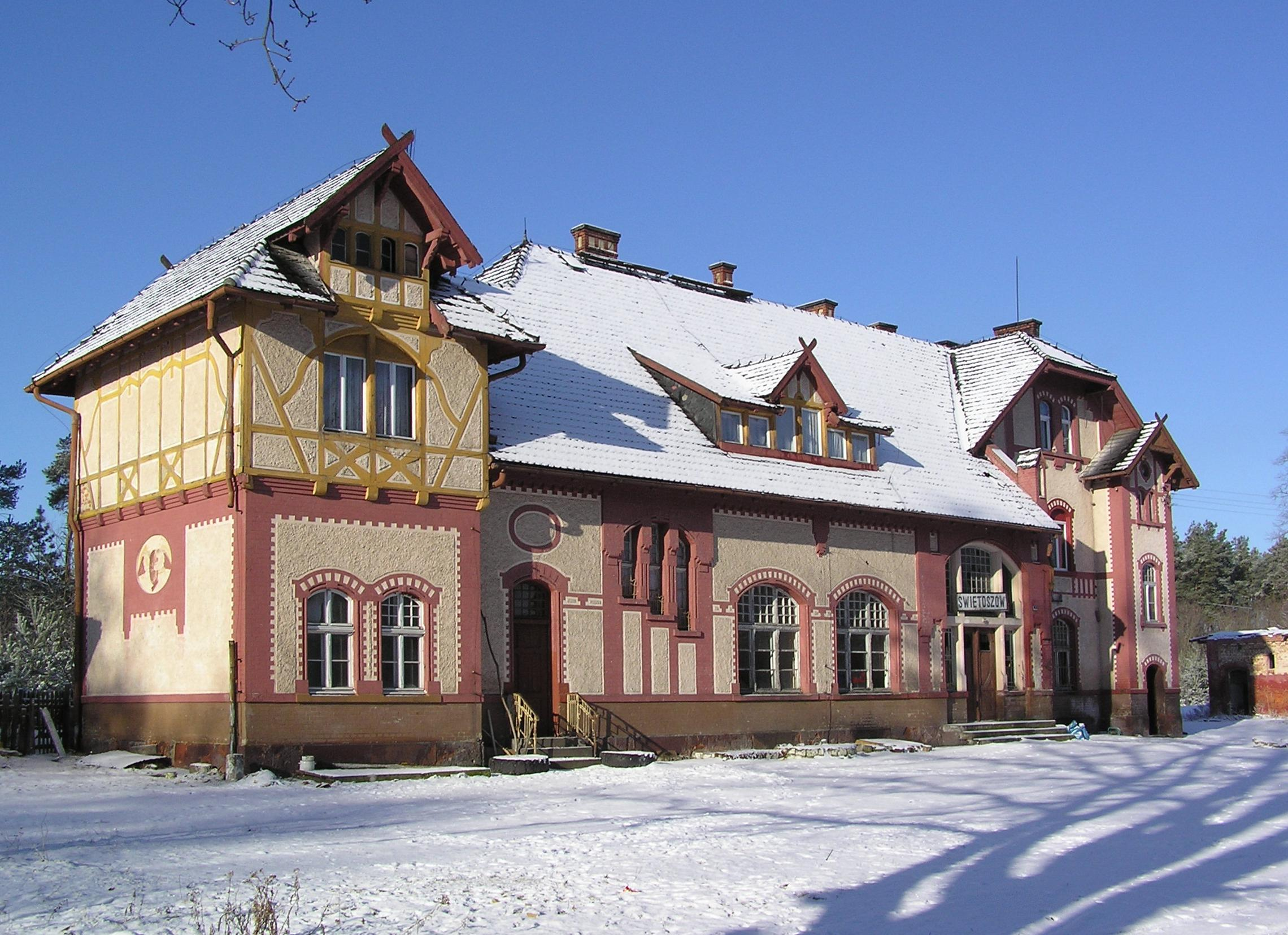
Bahnhof
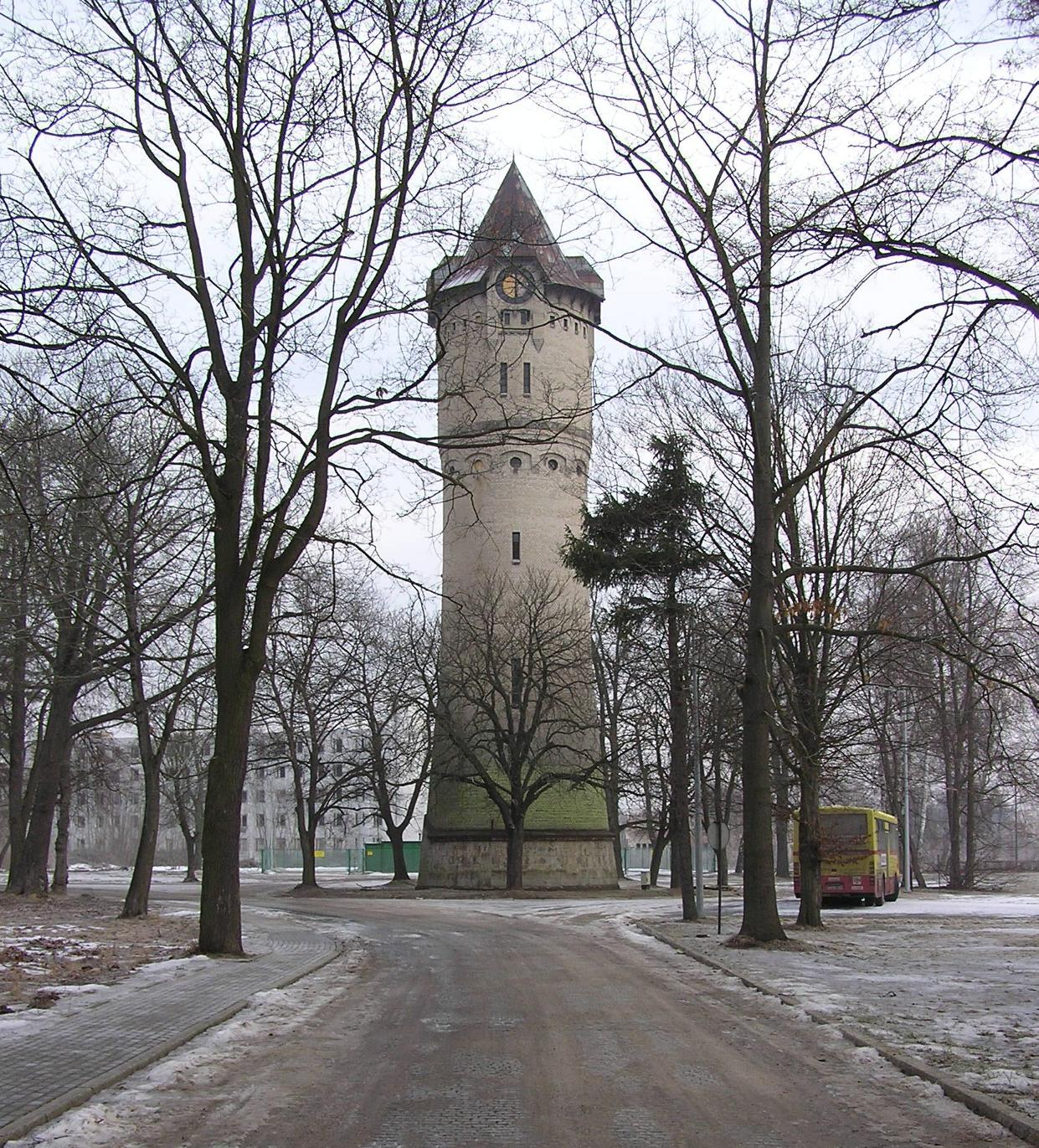
Wasserturm
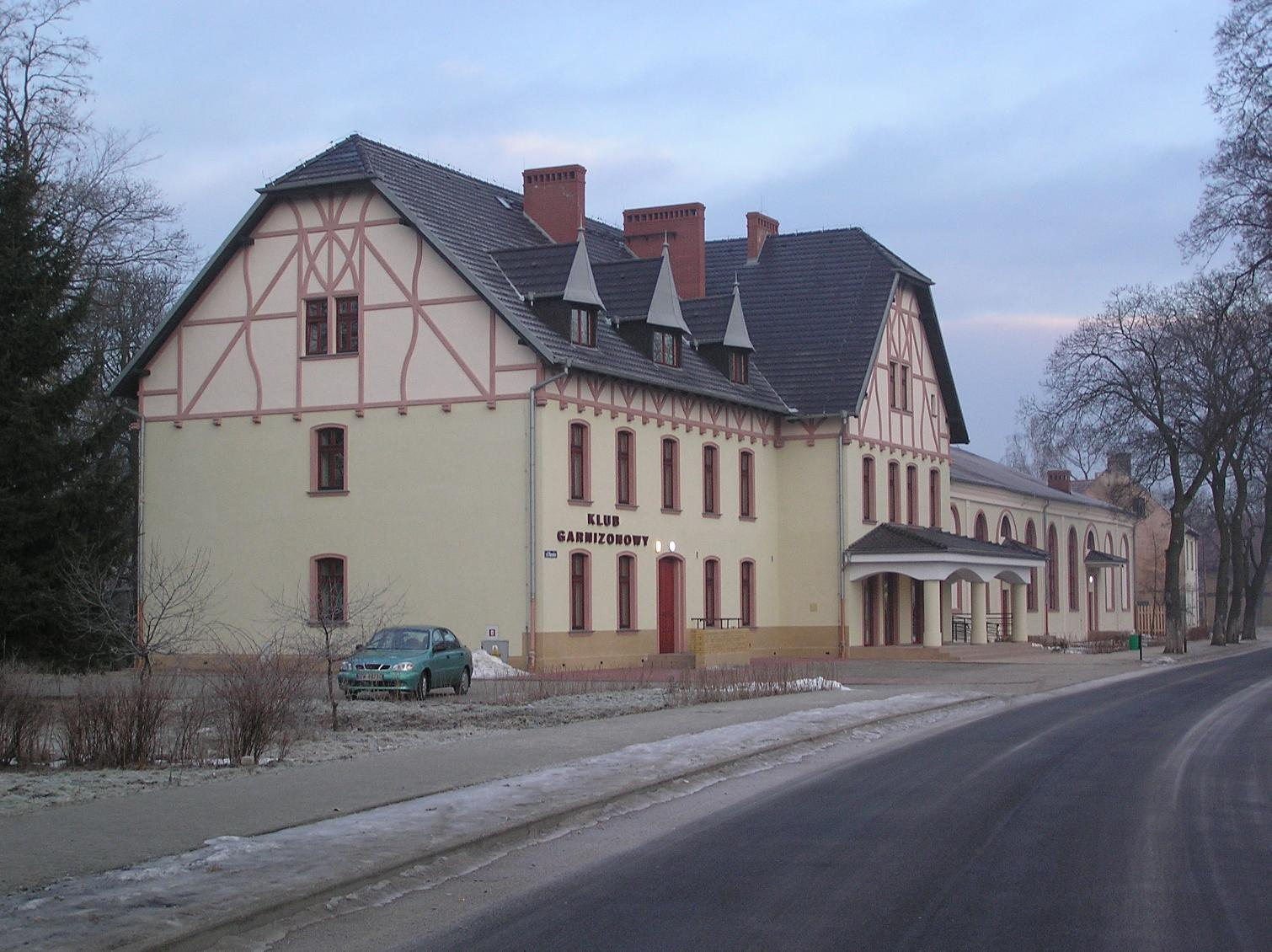
Hotel Kaiser-Hof
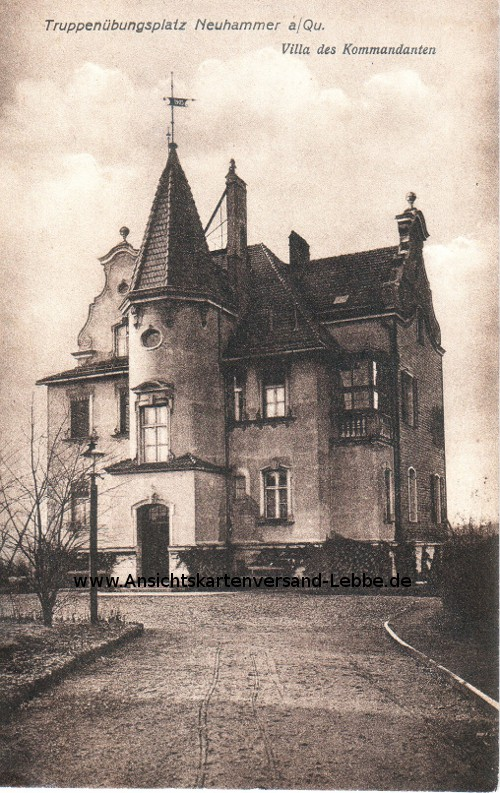
Villa des Kommandanten